# Paris-Roubaix Femmes 2021
La 1a edició de la Paris-Roubaix Femmes es va celebrar el 2 d'octubre de 2021, però estava previst que se celebrés la temporada precedent, quan es va haver de suspendre a causa de la pandèmia de la COVID-19. La cursa formava part del circuit UCI World Tour femení 2021 i va ser guanyada per la britànica Elizabeth Deignan.

## Recorregut
El recorregut de la prova era de 116,4 quilòmetres i comptava amb 17 sectors de pavé –els darrers 17 de la prova masculina, entre els quals destaquen dos dels tres de màxima dificultat: Mons-en-Pévèle i Carrefour de l'Arbre. En canvi, la Trouée d'Arenberg no era al programa. La cursa començava a Denain i constava d'un circuit al qual es donaven tres voltes, abans de completar els darrers 31 quilòmetres del traçat masculí.

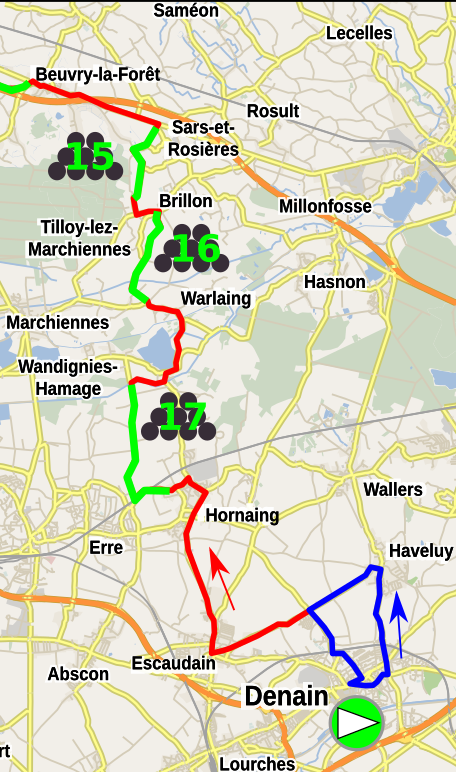
Primera part del recorregut; els sectors de pavé en verd.
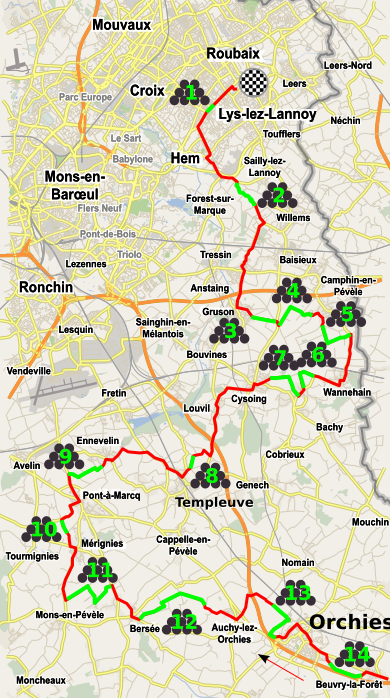
Recorregut entre Orchies i Roubaix

| Sector | Quilòmetre | Ubicació                                  | Longitud (m) | Dificultat |
| ------ | ---------- | ----------------------------------------- | ------------ | ---------- |
| 17     | 33,9       | Hornaing > Wandignies-Hamage              | 3.700        | 04         |
| 16     | 41,4       | Warlaing > Brillon                        | 2.400        | 03         |
| 15     | 44,9       | Tilloy-lez-Marchiennes > Sars-et-Rosières | 2400         | 04         |
| 14     | 51,3       | Beuvry-la-Forêt > Orchies                 | 1400         | 03         |
| 13     | 56,3       | Orchies                                   | 1.700        | 03         |
| 12     | 62,4       | Auchy-lez-Orchies > Bersée                | 2.700        | 04         |
| 11     | 67,8       | Mons-en-Pévèle                            | 3.000        | 05         |
| 10     | 73,8       | Mérignies > Avelin                        | 700          | 02         |
| 9      | 77,2       | Pont-Thibaut > Ennevelin                  | 1400         | 03         |
| 8      | 82,6       | Templeuve - l'Épinette                    | 200          | 01         |
| 8      | 83,2       | Templeuve - le Moulin-de-Vertain          | 500          | 02         |
| 7      | 89,6       | Cysoing > Bourghelles                     | 1.300        | 03         |
| 6      | 92,1       | Bourghelles > Wannehain                   | 1.100        | 03         |
| 5      | 96,6       | Camphin-en-Pévèle                         | 1.800        | 04         |
| 4      | 99,3       | Carrefour de l'Arbre                      | 2100         | 05         |
| 3      | 101,6      | Gruson                                    | 1.100        | 02         |
| 2      | 108,3      | Willems > Hem                             | 1.400        | 03         |
| 1      | 115        | Roubaix                                   | 300          | 01         |
| Total  | Total      | Total                                     | 29.200       | 29.200     |

## Equips
| UCI Women's WorldTeams (9)- Alé BTC Ljubljana - Team BikeExchange - Canyon-SRAM Racing - Team DSM - FDJ-Nouvelle Aquitaine-Futuroscope - Liv Racing - Movistar Team - SD Worx - Trek-Segafredo UCI Women's continental teams (13)- Arkéa Pro Cycling Team - Ceratizit-WNT Pro Cycling - Hitec Products - Doltcini-Van Eyck Sport-Proximus - Drops-Le col - Jumbo-Visma - Lotto Soudal Ladies - NXTG Racing - Parkhotel Valkenburg - BePink - Stade Rochelais Charente-Maritime Women Cycling - Team Tibco-Silicon Valley Bank - Valcar-Travel & Service |
| |

## Favorites
Chantal van den Broek-Blaak encapçalava l'equip SD Worx. El Trek-Segafredo presentava una llista de luxe amb Elisa Longo Borghini, Ellen van Dijk i Lizzie Deignan; però sense Lucinda Brand, que es concentrava en el cyclo-cross. Lotte Kopecky era una altra de les pretendents a la victòria, així com Marianne Vos, Lorena Wiebes, Emma Norsgaard Jørgensen o la flamant campiona del món Elisa Balsamo.

## Desenvolupament de la cursa
La meteorologia durant la cursa va ser bona; però la pluja que havia caigut els dies precedents va fer que els trams de llambordes estiguessin molt enfangats.
La primera escapada va ser protagonitzada per Emilie Moberg i Nicole Steigenga; però només arriben a tenir 20 segons d'avantatge. Elena Pirrone surt a perseguir-les; però són atrapades abans del primer sector de pavé, just abans del qual, Lizzie Deignan accelera per a situar correctament les seves companyes d'equip Ellen van Dijk i Elisa Longo Borghini –les cap de files del Trek-Segafredo; però crea un forat i decideix mantenir l'esforç en solitari al capdavant. A la fi del sector quinze, ja té un minut d'avantatge sobre la resta del pilot, que perd integrants constantment a causa de les males condicions i es queda amb només trenta-dues corredores abans del sector de Mons-en-Pévèle, quan la britànica ja té dos minuts de marge. Darrere seu, les favorites Ellen van Dijk i Lotte Kopecky també es distancien. A la sortida d'aquest sector, el grup de perseguidores està format únicament per Marianne Vos, Christine Majerus, Lisa Brennauer, Audrey Cordon-Ragot, Marta Bastianelli i Aude Biannic. Algunes corredores aconsegueixen reenganxar-se al pilot, que arriba a tenir disset integrants, mentre Deignan continua incrementant el seu avantatge.
SD Worx assumeix la responsabilitat de la persecució, amb l'ajut de Marta Bastianelli i Romy Kasper. Marianne Vos ataca durant el sector de Camphin-en-Pévèle. Ellen van Dijk i Elisa Longo Borghini intenten seguir-la; però la primera cau i s'enduu per davant Christine Majerus. Sarah Roy i Aude Biannic també cauen al mateix indret, de manera que Marianne Vos es queda sola en la persecució de Deignan, qui surt del sector de Gruson amb un minut i disset segons d'avantatge sobre la neerlandesa i ja no és atrapada. S'imposa així en solitari davant Marianne Vos. Elisa Longo Borghini és la tercera classificada.

## Classificació

### Classificació general
| \| Classificació general \| Classificació general \| Classificació general \| Classificació general \| Classificació general \| \| Ciclista \| Ciclista \| Equip \| Temps \| \| \| --------------------- \| --------------------------- \| ---------------------------------- \| --------------------- \| --------------------- \| \| 1r \| Lizzie Deignan \| Trek-Segafredo \| 2h 56' 07" \| \| \| 2n \| Marianne Vos \| Jumbo-Visma Women Team \| + 1' 17" \| \| \| 3r \| Elisa Longo Borghini \| Trek-Segafredo \| + 1' 47" \| \| \| 4t \| Lisa Brennauer \| Ceratizit-WNT Pro Cycling \| + 1' 51" \| \| \| 5è \| Marta Bastianelli \| Alé BTC Ljubljana \| + 2' 10" \| \| \| 6è \| Emma Norsgaard \| Movistar Team \| + 2' 10" \| \| \| 7è \| Franziska Koch \| Team DSM \| + 2' 10" \| \| \| 8è \| Audrey Cordon-Ragot \| Trek-Segafredo \| + 2' 10" \| \| \| 9è \| Marta Cavalli \| FDJ-Nouvelle Aquitaine-Futuroscope \| + 2' 10" \| \| \| 10è \| Chantal van den Broek-Blaak \| SD Worx \| + 2' 10" \| \| |                             |                                    |            |
| |                             |                                    |            |
| Font: ProCyclingStats |                             |                                    |            |
| Classificació general |                             |                                    |            |
| Ciclista | Ciclista                    | Equip                              | Temps      |
| 1r | Lizzie Deignan              | Trek-Segafredo                     | 2h 56' 07" |
| 2n | Marianne Vos                | Jumbo-Visma Women Team             | + 1' 17"   |
| 3r | Elisa Longo Borghini        | Trek-Segafredo                     | + 1' 47"   |
| 4t | Lisa Brennauer              | Ceratizit-WNT Pro Cycling          | + 1' 51"   |
| 5è | Marta Bastianelli           | Alé BTC Ljubljana                  | + 2' 10"   |
| 6è | Emma Norsgaard              | Movistar Team                      | + 2' 10"   |
| 7è | Franziska Koch              | Team DSM                           | + 2' 10"   |
| 8è | Audrey Cordon-Ragot         | Trek-Segafredo                     | + 2' 10"   |
| 9è | Marta Cavalli               | FDJ-Nouvelle Aquitaine-Futuroscope | + 2' 10"   |
| 10è | Chantal van den Broek-Blaak | SD Worx                            | + 2' 10"   |

### UCI World Tour

#### Punts atorgats
| Posició               | 1a  | 2a  | 3a  | 4a  | 5a  | 6a  | 7a  | 8a  | 9a | 10a | 11a | 12a | 13a | 14a | 15a | 16a a 20a | 21a a 30a | 31a a 40a |
| Classificació general | 400 | 320 | 260 | 220 | 180 | 140 | 120 | 100 | 80 | 68  | 56  | 48  | 40  | 32  | 28  | 24        | 16        | 8         |

#### Classificació individual
A continuació, la classificació individual de l'UCI World Tour a la fi de la cursa.
| Classificació per punts | Classificació per punts     | Classificació per punts            | Classificació per punts | Classificació per punts |
| Ciclista                | Ciclista                    | Equip                              | Punts                   |                         |
| ----------------------- | --------------------------- | ---------------------------------- | ----------------------- | ----------------------- |
| 1r                      | Annemiek van Vleuten        | Movistar Team                      | 3177 pts                |                         |
| 2n                      | Elisa Longo Borghini        | Trek-Segafredo                     | 2509 pts                |                         |
| 3r                      | Marianne Vos                | Jumbo-Visma Women Team             | 2477 pts                |                         |
| 4t                      | Demi Vollering              | SD Worx                            | 2067 pts                |                         |
| 5è                      | Cecilie Uttrup Ludwig       | FDJ-Nouvelle Aquitaine-Futuroscope | 1692 pts                |                         |
| 6è                      | Anna van der Breggen        | SD Worx                            | 1640 pts                |                         |
| 7è                      | Katarzyna Niewiadoma        | Canyon-SRAM Racing                 | 1463 pts                |                         |
| 8è                      | Marlen Reusser              | Alé BTC Ljubljana                  | 1275 pts                |                         |
| 9è                      | Grace Brown                 | Team BikeExchange                  | 1066 pts                |                         |
| 10è                     | Chantal van den Broek-Blaak | SD Worx                            | 1001 pts                |                         |

#### Classificació per equips
A continuació, la classificació per equips de l'UCI World Tour a la fi de la cursa.
| Classificació per equips | Classificació per equips           | Classificació per equips | Classificació per equips |
| Equip                    | Equip                              | Punts                    |                          |
| ------------------------ | ---------------------------------- | ------------------------ | ------------------------ |
| 1r                       | SD Worx                            | 7218 pts                 |                          |
| 2n                       | Trek-Segafredo                     | 5057 pts                 |                          |
| 3r                       | Movistar Team                      | 4666 pts                 |                          |
| 4t                       | FDJ-Nouvelle Aquitaine-Futuroscope | 3573 pts                 |                          |
| 5è                       | Jumbo-Visma                        | 3259 pts                 |                          |
| 6è                       | Alé BTC Ljubljana                  | 3180 pts                 |                          |
| 7è                       | Liv Racing                         | 3063 pts                 |                          |
| 8è                       | Canyon-SRAM Racing                 | 2829 pts                 |                          |
| 9è                       | Team BikeExchange                  | 2158 pts                 |                          |
| 10è                      | Team DSM                           | 1944 pts                 |                          |

## Llista de les participants
| Valcar-Travel & Service VAL | Valcar-Travel & Service VAL | Valcar-Travel & Service VAL |
| --------------------------- | --------------------------- | --------------------------- |
| Núm                         | Ciclista                    | Pos                         |
| 1                           | Elisa Balsamo (ITA) (ruta)  | 57è                         |
| 2                           | Chiara Consonni (ITA)       | 30è                         |
| 3                           | Vittoria Guazzini (ITA)     | DNF                         |
| 4                           | Elena Pirrone (ITA)         | DNF                         |
| 5                           | Ilaria Sanguineti (ITA)     | DNF                         |
| 6                           | Margaux Vigie (FRA)         | 51è                         |

| Trek-Segafredo TFS | Trek-Segafredo TFS                | Trek-Segafredo TFS |
| ------------------ | --------------------------------- | ------------------ |
| Núm                | Ciclista                          | Pos                |
| 11                 | Ellen van Dijk (NED)              | 32è                |
| 12                 | Audrey Cordon-Ragot (FRA)         | 8è                 |
| 13                 | Lizzie Deignan (GBR)              | 1r                 |
| 14                 | Lauretta Hanson (AUS)             | 52è                |
| 15                 | Elisa Longo Borghini (ITA) (ruta) | 3r                 |
| 16                 | Trixi Worrack (GER)               | DNF                |

| Jumbo-Visma Women Team TJV | Jumbo-Visma Women Team TJV | Jumbo-Visma Women Team TJV |
| -------------------------- | -------------------------- | -------------------------- |
| Núm                        | Ciclista                   | Pos                        |
| 21                         | Marianne Vos (NED)         | 2n                         |
| 22                         | Teuntje Beekhuis (NED)     | 17è                        |
| 23                         | Anna Henderson (GBR)       | 28è                        |
| 24                         | Romy Kasper (GER)          | 18è                        |
| 25                         | Riejanne Markus (NED)      | 34è                        |
| 26                         | Jip van den Bos (NED)      | DNF                        |

| SD Worx SDW | SD Worx SDW                       | SD Worx SDW |
| ----------- | --------------------------------- | ----------- |
| Núm         | Ciclista                          | Pos         |
| 31          | Chantal van den Broek-Blaak (NED) | 10è         |
| 32          | Elena Cecchini (ITA)              | 25è         |
| 33          | Jolien D'Hoore (BEL)              | DNF         |
| 34          | Christine Majerus (LUX) (ruta)    | 11è         |
| 35          | Amy Pieters (NED) (ruta)          | 14è         |
| 36          | Uneken Lonneke (NED)              | 53è         |

| Liv Racing LIV | Liv Racing LIV             | Liv Racing LIV |
| -------------- | -------------------------- | -------------- |
| Núm            | Ciclista                   | Pos            |
| 41             | Lotte Kopecky (BEL) (ruta) | 15è            |
| 42             | Valerie Demey (BEL)        | 56è            |
| 43             | Alison Jackson (CAN)       | 24è            |
| 44             | Jeanne Korevaar (NED)      | DNF            |
| 45             | Evy Kuijpers (NED)         | DNF            |
| 46             | Sabrina Stultiens (NED)    | DNF            |

| Movistar Team MOV | Movistar Team MOV                 | Movistar Team MOV |
| ----------------- | --------------------------------- | ----------------- |
| Núm               | Ciclista                          | Pos               |
| 51                | Annemiek van Vleuten (NED) (ruta) | DNF               |
| 52                | Aude Biannic (FRA)                | 21è               |
| 53                | Barbara Guarischi (ITA)           | 49è               |
| 54                | Sheyla Gutiérrez Ruiz (ESP)       | 46è               |
| 55                | Emma Norsgaard (DEN)              | 6è                |
| 56                | Leah Thomas (USA)                 | 12è               |

| Ceratizit-WNT Pro Cycling WNT | Ceratizit-WNT Pro Cycling WNT   | Ceratizit-WNT Pro Cycling WNT |
| ----------------------------- | ------------------------------- | ----------------------------- |
| Núm                           | Ciclista                        | Pos                           |
| 61                            | Lisa Brennauer (GER) (ruta)     | 4t                            |
| 62                            | Laura Asencio (FRA)             | DNF                           |
| 63                            | Maria Giulia Confalonieri (ITA) | 22è                           |
| 64                            | Marta Lach (POL)                | 36è                           |
| 65                            | Sarah Rijkes (AUT)              | DNF                           |
| 66                            | Lara Vieceli (ITA)              | DNF                           |

| Canyon-SRAM Racing CSR | Canyon-SRAM Racing CSR     | Canyon-SRAM Racing CSR |
| ---------------------- | -------------------------- | ---------------------- |
| Núm                    | Ciclista                   | Pos                    |
| 71                     | Katarzyna Niewiadoma (POL) | DNF                    |
| 72                     | Alena Amialiússik (BLR)    | DNF                    |
| 73                     | Hannah Barnes (GBR)        | 59è                    |
| 74                     | Alice Barnes (GBR)         | 26è                    |
| 75                     | Elise Chabbey (SUI)        | 50è                    |
| 76                     | Tiffany Cromwell (AUS)     | 29è                    |

| Team DSM DSM | Team DSM DSM           | Team DSM DSM |
| ------------ | ---------------------- | ------------ |
| Núm          | Ciclista               | Pos          |
| 81           | Lorena Wiebes (NED)    | DNF          |
| 82           | Susanne Andersen (NOR) | DNF          |
| 83           | Pfeiffer Georgi (GBR)  | 58è          |
| 84           | Megan Jastrab (USA)    | DNF          |
| 85           | Franziska Koch (GER)   | 7è           |
| 86           | Floortje Mackaij (NED) | 33è          |

| FDJ-Nouvelle Aquitaine-Futuroscope FDJ | FDJ-Nouvelle Aquitaine-Futuroscope FDJ | FDJ-Nouvelle Aquitaine-Futuroscope FDJ |
| -------------------------------------- | -------------------------------------- | -------------------------------------- |
| Núm                                    | Ciclista                               | Pos                                    |
| 91                                     | Cecilie Uttrup Ludwig (DEN)            | 16è                                    |
| 92                                     | Marta Cavalli (ITA)                    | 9è                                     |
| 93                                     | Eugénie Duval (FRA)                    | 27è                                    |
| 94                                     | Maëlle Grossetête (FRA)                | 60è                                    |
| 95                                     | Marie Le Net (FRA)                     | 38è                                    |
| 96                                     | Jade Wiel (FRA)                        | 41è                                    |

| Alé BTC Ljubljana ALE | Alé BTC Ljubljana ALE       | Alé BTC Ljubljana ALE |
| --------------------- | --------------------------- | --------------------- |
| Núm                   | Ciclista                    | Pos                   |
| 101                   | Marta Bastianelli (ITA)     | 5è                    |
| 102                   | Marlen Reusser (SUI) (ruta) | DNF                   |
| 103                   | Maaike Boogaard (NED)       | DNF                   |
| 104                   | Eugenia Bujak (SLO) (ruta)  | 43è                   |
| 105                   | Tatiana Guderzo (ITA)       | DNF                   |

| Team BikeExchange BEX | Team BikeExchange BEX         | Team BikeExchange BEX |
| --------------------- | ----------------------------- | --------------------- |
| Núm                   | Ciclista                      | Pos                   |
| 111                   | Sarah Roy (AUS) (ruta)        | 23è                   |
| 112                   | Jessica Allen (AUS)           | DNF                   |
| 113                   | Teniel Campbell (TTO)         | DNF                   |
| 114                   | Janneke Ensing (NED)          | DNF                   |
| 115                   | Georgia Williams (NZL) (ruta) | DNF                   |

| Parkhotel Valkenburg PHV | Parkhotel Valkenburg PHV  | Parkhotel Valkenburg PHV |
| ------------------------ | ------------------------- | ------------------------ |
| Núm                      | Ciclista                  | Pos                      |
| 121                      | Amber van der Hulst (NED) | 35è                      |
| 122                      | Leonie Bos (NED)          | DNF                      |
| 123                      | Mischa Bredewold (NED)    | DNF                      |
| 124                      | Femke Markus (NED)        | 39è                      |
| 125                      | Lieke Nooijen (NED)       | DNF                      |
| 126                      | Kirstie van Haaften (NED) | DNF                      |

| Tibco-Silicon Valley Bank TIB | Tibco-Silicon Valley Bank TIB | Tibco-Silicon Valley Bank TIB |
| ----------------------------- | ----------------------------- | ----------------------------- |
| Núm                           | Ciclista                      | Pos                           |
| 131                           | Kristen Faulkner (USA)        | DNF                           |
| 132                           | Tanja Erath (GER)             | DNF                           |
| 133                           | Veronica Ewers (USA)          | DNF                           |
| 134                           | Nicole Frain (AUS)            | DNF                           |
| 135                           | Nina Kessler (NED)            | 44è                           |
| 136                           | Lauren Stephens (USA) (ruta)  | DNF                           |

| Arkéa Pro Cycling Team ARK | Arkéa Pro Cycling Team ARK    | Arkéa Pro Cycling Team ARK |
| -------------------------- | ----------------------------- | -------------------------- |
| Núm                        | Ciclista                      | Pos                        |
| 141                        | Gladys Verhulst (FRA)         | 55è                        |
| 142                        | Pauline Allin (FRA)           | DNF                        |
| 143                        | Lucie Jounier (FRA)           | 20è                        |
| 144                        | Cédrine Kerbaol (FRA)         | DNF                        |
| 145                        | Marie Morgane le Deunff (FRA) | DNF                        |
| 146                        | Greta Richioud (FRA)          | DNF                        |

| Lotto Soudal Ladies LSL | Lotto Soudal Ladies LSL  | Lotto Soudal Ladies LSL |
| ----------------------- | ------------------------ | ----------------------- |
| Núm                     | Ciclista                 | Pos                     |
| 151                     | Jesse Vandenbulcke (BEL) | 42è                     |
| 152                     | Danique Braam (NED)      | 40è                     |
| 153                     | Alana Castrique (BEL)    | DNF                     |
| 154                     | Abby-Mae Parkinson (GBR) | 61è                     |
| 155                     | Silke Smulders (NED)     | 45è                     |
| 156                     | Elise vander Sande (BEL) | DNF                     |

| NXTG Racing NXG | NXTG Racing NXG       | NXTG Racing NXG |
| --------------- | --------------------- | --------------- |
| Núm             | Ciclista              | Pos             |
| 161             | Britt Knaven (BEL)    | DNF             |
| 162             | Shari Bossuyt (BEL)   | 37è             |
| 163             | Mylene de Zoete (NED) | 54è             |
| 164             | Charlotte Kool (NED)  | DNF             |
| 165             | Ilse Pluimers (NED)   | DNF             |
| 166             | Maud Rijnbeek (NED)   | 31è             |

| Drops-Le Col DRP | Drops-Le Col DRP              | Drops-Le Col DRP |
| ---------------- | ----------------------------- | ---------------- |
| Núm              | Ciclista                      | Pos              |
| 171              | Maria Martins (POR) (ruta)    | 19è              |
| 172              | Elizabeth Bennett (GBR)       | DNF              |
| 173              | Emilie Moberg (NOR)           | DNF              |
| 174              | Sara Penton (SWE)             | 47è              |
| 175              | Maike van der Duin (NED)      | DNF              |
| 176              | Marjolein van 't Geloof (NED) | 13è              |

| Bepink BPK | Bepink BPK               | Bepink BPK |
| ---------- | ------------------------ | ---------- |
| Núm        | Ciclista                 | Pos        |
| 181        | Camilla Alessio (ITA)    | DNF        |
| 182        | Henrietta Christie (NZL) | DNF        |
| 183        | Lara Crestanello (ITA)   | DNF        |
| 184        | Markéta Hájková (CZE)    | DNF        |
| 185        | Nora Jenčušová (SVK)     | DNF        |

| Stade Rochelais Charente-Maritime CMW | Stade Rochelais Charente-Maritime CMW | Stade Rochelais Charente-Maritime CMW |
| ------------------------------------- | ------------------------------------- | ------------------------------------- |
| Núm                                   | Ciclista                              | Pos                                   |
| 191                                   | India Grangier (FRA)                  | DNF                                   |
| 192                                   | Marion Colard (FRA)                   | DNF                                   |
| 193                                   | Arianna Pruisscher (NED)              | DNF                                   |
| 194                                   | Noemi Rüegg (SUI)                     | DNF                                   |
| 195                                   | Manon Souyris (FRA)                   | DNF                                   |
| 196                                   | Maëva Squiban (FRA)                   | DNF                                   |

| Coop-Hitec Products HPU | Coop-Hitec Products HPU        | Coop-Hitec Products HPU |
| ----------------------- | ------------------------------ | ----------------------- |
| Núm                     | Ciclista                       | Pos                     |
| 201                     | Emma Boogaard (NED)            | DNF                     |
| 202                     | Mieke Kröger (GER)             | DNF                     |
| 203                     | Pernille Larsen Feldmann (NOR) | DNF                     |
| 204                     | Josie Nelson (GBR)             | DNF                     |
| 205                     | Amalie Lutro (NOR)             | DNF                     |
| 206                     | Nora Tveit (NOR)               | DNF                     |

| Doltcini-Van Eyck-Proximus DVE | Doltcini-Van Eyck-Proximus DVE     | Doltcini-Van Eyck-Proximus DVE |
| ------------------------------ | ---------------------------------- | ------------------------------ |
| Núm                            | Ciclista                           | Pos                            |
| 211                            | Kathrin Schweinberger (AUT) (ruta) | DNF                            |
| 212                            | Mieke Docx (BEL)                   | DNF                            |
| 213                            | Minke Bakker (NED)                 | DNF                            |
| 214                            | Christina Schweinberger (AUT)      | DNF                            |
| 215                            | Nicole Steigenga (NED)             | 48è                            |
| 216                            | Fien Van Eynde (BEL)               | DNF                            |

| Valcar-Travel & Service VAL | Valcar-Travel & Service VAL | Valcar-Travel & Service VAL |
| --------------------------- | --------------------------- | --------------------------- |
| Núm                         | Ciclista                    | Pos                         |
| 1                           | Elisa Balsamo (ITA) (ruta)  | 57è                         |
| 2                           | Chiara Consonni (ITA)       | 30è                         |
| 3                           | Vittoria Guazzini (ITA)     | DNF                         |
| 4                           | Elena Pirrone (ITA)         | DNF                         |
| 5                           | Ilaria Sanguineti (ITA)     | DNF                         |
| 6                           | Margaux Vigie (FRA)         | 51è                         |

| Trek-Segafredo TFS | Trek-Segafredo TFS                | Trek-Segafredo TFS |
| ------------------ | --------------------------------- | ------------------ |
| Núm                | Ciclista                          | Pos                |
| 11                 | Ellen van Dijk (NED)              | 32è                |
| 12                 | Audrey Cordon-Ragot (FRA)         | 8è                 |
| 13                 | Lizzie Deignan (GBR)              | 1r                 |
| 14                 | Lauretta Hanson (AUS)             | 52è                |
| 15                 | Elisa Longo Borghini (ITA) (ruta) | 3r                 |
| 16                 | Trixi Worrack (GER)               | DNF                |

| Jumbo-Visma Women Team TJV | Jumbo-Visma Women Team TJV | Jumbo-Visma Women Team TJV |
| -------------------------- | -------------------------- | -------------------------- |
| Núm                        | Ciclista                   | Pos                        |
| 21                         | Marianne Vos (NED)         | 2n                         |
| 22                         | Teuntje Beekhuis (NED)     | 17è                        |
| 23                         | Anna Henderson (GBR)       | 28è                        |
| 24                         | Romy Kasper (GER)          | 18è                        |
| 25                         | Riejanne Markus (NED)      | 34è                        |
| 26                         | Jip van den Bos (NED)      | DNF                        |

| SD Worx SDW | SD Worx SDW                       | SD Worx SDW |
| ----------- | --------------------------------- | ----------- |
| Núm         | Ciclista                          | Pos         |
| 31          | Chantal van den Broek-Blaak (NED) | 10è         |
| 32          | Elena Cecchini (ITA)              | 25è         |
| 33          | Jolien D'Hoore (BEL)              | DNF         |
| 34          | Christine Majerus (LUX) (ruta)    | 11è         |
| 35          | Amy Pieters (NED) (ruta)          | 14è         |
| 36          | Uneken Lonneke (NED)              | 53è         |

| Liv Racing LIV | Liv Racing LIV             | Liv Racing LIV |
| -------------- | -------------------------- | -------------- |
| Núm            | Ciclista                   | Pos            |
| 41             | Lotte Kopecky (BEL) (ruta) | 15è            |
| 42             | Valerie Demey (BEL)        | 56è            |
| 43             | Alison Jackson (CAN)       | 24è            |
| 44             | Jeanne Korevaar (NED)      | DNF            |
| 45             | Evy Kuijpers (NED)         | DNF            |
| 46             | Sabrina Stultiens (NED)    | DNF            |

| Movistar Team MOV | Movistar Team MOV                 | Movistar Team MOV |
| ----------------- | --------------------------------- | ----------------- |
| Núm               | Ciclista                          | Pos               |
| 51                | Annemiek van Vleuten (NED) (ruta) | DNF               |
| 52                | Aude Biannic (FRA)                | 21è               |
| 53                | Barbara Guarischi (ITA)           | 49è               |
| 54                | Sheyla Gutiérrez Ruiz (ESP)       | 46è               |
| 55                | Emma Norsgaard (DEN)              | 6è                |
| 56                | Leah Thomas (USA)                 | 12è               |

| Ceratizit-WNT Pro Cycling WNT | Ceratizit-WNT Pro Cycling WNT   | Ceratizit-WNT Pro Cycling WNT |
| ----------------------------- | ------------------------------- | ----------------------------- |
| Núm                           | Ciclista                        | Pos                           |
| 61                            | Lisa Brennauer (GER) (ruta)     | 4t                            |
| 62                            | Laura Asencio (FRA)             | DNF                           |
| 63                            | Maria Giulia Confalonieri (ITA) | 22è                           |
| 64                            | Marta Lach (POL)                | 36è                           |
| 65                            | Sarah Rijkes (AUT)              | DNF                           |
| 66                            | Lara Vieceli (ITA)              | DNF                           |

| Canyon-SRAM Racing CSR | Canyon-SRAM Racing CSR     | Canyon-SRAM Racing CSR |
| ---------------------- | -------------------------- | ---------------------- |
| Núm                    | Ciclista                   | Pos                    |
| 71                     | Katarzyna Niewiadoma (POL) | DNF                    |
| 72                     | Alena Amialiússik (BLR)    | DNF                    |
| 73                     | Hannah Barnes (GBR)        | 59è                    |
| 74                     | Alice Barnes (GBR)         | 26è                    |
| 75                     | Elise Chabbey (SUI)        | 50è                    |
| 76                     | Tiffany Cromwell (AUS)     | 29è                    |

| Team DSM DSM | Team DSM DSM           | Team DSM DSM |
| ------------ | ---------------------- | ------------ |
| Núm          | Ciclista               | Pos          |
| 81           | Lorena Wiebes (NED)    | DNF          |
| 82           | Susanne Andersen (NOR) | DNF          |
| 83           | Pfeiffer Georgi (GBR)  | 58è          |
| 84           | Megan Jastrab (USA)    | DNF          |
| 85           | Franziska Koch (GER)   | 7è           |
| 86           | Floortje Mackaij (NED) | 33è          |

| FDJ-Nouvelle Aquitaine-Futuroscope FDJ | FDJ-Nouvelle Aquitaine-Futuroscope FDJ | FDJ-Nouvelle Aquitaine-Futuroscope FDJ |
| -------------------------------------- | -------------------------------------- | -------------------------------------- |
| Núm                                    | Ciclista                               | Pos                                    |
| 91                                     | Cecilie Uttrup Ludwig (DEN)            | 16è                                    |
| 92                                     | Marta Cavalli (ITA)                    | 9è                                     |
| 93                                     | Eugénie Duval (FRA)                    | 27è                                    |
| 94                                     | Maëlle Grossetête (FRA)                | 60è                                    |
| 95                                     | Marie Le Net (FRA)                     | 38è                                    |
| 96                                     | Jade Wiel (FRA)                        | 41è                                    |

| Alé BTC Ljubljana ALE | Alé BTC Ljubljana ALE       | Alé BTC Ljubljana ALE |
| --------------------- | --------------------------- | --------------------- |
| Núm                   | Ciclista                    | Pos                   |
| 101                   | Marta Bastianelli (ITA)     | 5è                    |
| 102                   | Marlen Reusser (SUI) (ruta) | DNF                   |
| 103                   | Maaike Boogaard (NED)       | DNF                   |
| 104                   | Eugenia Bujak (SLO) (ruta)  | 43è                   |
| 105                   | Tatiana Guderzo (ITA)       | DNF                   |

| Team BikeExchange BEX | Team BikeExchange BEX         | Team BikeExchange BEX |
| --------------------- | ----------------------------- | --------------------- |
| Núm                   | Ciclista                      | Pos                   |
| 111                   | Sarah Roy (AUS) (ruta)        | 23è                   |
| 112                   | Jessica Allen (AUS)           | DNF                   |
| 113                   | Teniel Campbell (TTO)         | DNF                   |
| 114                   | Janneke Ensing (NED)          | DNF                   |
| 115                   | Georgia Williams (NZL) (ruta) | DNF                   |

| Parkhotel Valkenburg PHV | Parkhotel Valkenburg PHV  | Parkhotel Valkenburg PHV |
| ------------------------ | ------------------------- | ------------------------ |
| Núm                      | Ciclista                  | Pos                      |
| 121                      | Amber van der Hulst (NED) | 35è                      |
| 122                      | Leonie Bos (NED)          | DNF                      |
| 123                      | Mischa Bredewold (NED)    | DNF                      |
| 124                      | Femke Markus (NED)        | 39è                      |
| 125                      | Lieke Nooijen (NED)       | DNF                      |
| 126                      | Kirstie van Haaften (NED) | DNF                      |

| Tibco-Silicon Valley Bank TIB | Tibco-Silicon Valley Bank TIB | Tibco-Silicon Valley Bank TIB |
| ----------------------------- | ----------------------------- | ----------------------------- |
| Núm                           | Ciclista                      | Pos                           |
| 131                           | Kristen Faulkner (USA)        | DNF                           |
| 132                           | Tanja Erath (GER)             | DNF                           |
| 133                           | Veronica Ewers (USA)          | DNF                           |
| 134                           | Nicole Frain (AUS)            | DNF                           |
| 135                           | Nina Kessler (NED)            | 44è                           |
| 136                           | Lauren Stephens (USA) (ruta)  | DNF                           |

| Arkéa Pro Cycling Team ARK | Arkéa Pro Cycling Team ARK    | Arkéa Pro Cycling Team ARK |
| -------------------------- | ----------------------------- | -------------------------- |
| Núm                        | Ciclista                      | Pos                        |
| 141                        | Gladys Verhulst (FRA)         | 55è                        |
| 142                        | Pauline Allin (FRA)           | DNF                        |
| 143                        | Lucie Jounier (FRA)           | 20è                        |
| 144                        | Cédrine Kerbaol (FRA)         | DNF                        |
| 145                        | Marie Morgane le Deunff (FRA) | DNF                        |
| 146                        | Greta Richioud (FRA)          | DNF                        |

| Lotto Soudal Ladies LSL | Lotto Soudal Ladies LSL  | Lotto Soudal Ladies LSL |
| ----------------------- | ------------------------ | ----------------------- |
| Núm                     | Ciclista                 | Pos                     |
| 151                     | Jesse Vandenbulcke (BEL) | 42è                     |
| 152                     | Danique Braam (NED)      | 40è                     |
| 153                     | Alana Castrique (BEL)    | DNF                     |
| 154                     | Abby-Mae Parkinson (GBR) | 61è                     |
| 155                     | Silke Smulders (NED)     | 45è                     |
| 156                     | Elise vander Sande (BEL) | DNF                     |

| NXTG Racing NXG | NXTG Racing NXG       | NXTG Racing NXG |
| --------------- | --------------------- | --------------- |
| Núm             | Ciclista              | Pos             |
| 161             | Britt Knaven (BEL)    | DNF             |
| 162             | Shari Bossuyt (BEL)   | 37è             |
| 163             | Mylene de Zoete (NED) | 54è             |
| 164             | Charlotte Kool (NED)  | DNF             |
| 165             | Ilse Pluimers (NED)   | DNF             |
| 166             | Maud Rijnbeek (NED)   | 31è             |

| Drops-Le Col DRP | Drops-Le Col DRP              | Drops-Le Col DRP |
| ---------------- | ----------------------------- | ---------------- |
| Núm              | Ciclista                      | Pos              |
| 171              | Maria Martins (POR) (ruta)    | 19è              |
| 172              | Elizabeth Bennett (GBR)       | DNF              |
| 173              | Emilie Moberg (NOR)           | DNF              |
| 174              | Sara Penton (SWE)             | 47è              |
| 175              | Maike van der Duin (NED)      | DNF              |
| 176              | Marjolein van 't Geloof (NED) | 13è              |

| Bepink BPK | Bepink BPK               | Bepink BPK |
| ---------- | ------------------------ | ---------- |
| Núm        | Ciclista                 | Pos        |
| 181        | Camilla Alessio (ITA)    | DNF        |
| 182        | Henrietta Christie (NZL) | DNF        |
| 183        | Lara Crestanello (ITA)   | DNF        |
| 184        | Markéta Hájková (CZE)    | DNF        |
| 185        | Nora Jenčušová (SVK)     | DNF        |

| Stade Rochelais Charente-Maritime CMW | Stade Rochelais Charente-Maritime CMW | Stade Rochelais Charente-Maritime CMW |
| ------------------------------------- | ------------------------------------- | ------------------------------------- |
| Núm                                   | Ciclista                              | Pos                                   |
| 191                                   | India Grangier (FRA)                  | DNF                                   |
| 192                                   | Marion Colard (FRA)                   | DNF                                   |
| 193                                   | Arianna Pruisscher (NED)              | DNF                                   |
| 194                                   | Noemi Rüegg (SUI)                     | DNF                                   |
| 195                                   | Manon Souyris (FRA)                   | DNF                                   |
| 196                                   | Maëva Squiban (FRA)                   | DNF                                   |

| Coop-Hitec Products HPU | Coop-Hitec Products HPU        | Coop-Hitec Products HPU |
| ----------------------- | ------------------------------ | ----------------------- |
| Núm                     | Ciclista                       | Pos                     |
| 201                     | Emma Boogaard (NED)            | DNF                     |
| 202                     | Mieke Kröger (GER)             | DNF                     |
| 203                     | Pernille Larsen Feldmann (NOR) | DNF                     |
| 204                     | Josie Nelson (GBR)             | DNF                     |
| 205                     | Amalie Lutro (NOR)             | DNF                     |
| 206                     | Nora Tveit (NOR)               | DNF                     |

| Doltcini-Van Eyck-Proximus DVE | Doltcini-Van Eyck-Proximus DVE     | Doltcini-Van Eyck-Proximus DVE |
| ------------------------------ | ---------------------------------- | ------------------------------ |
| Núm                            | Ciclista                           | Pos                            |
| 211                            | Kathrin Schweinberger (AUT) (ruta) | DNF                            |
| 212                            | Mieke Docx (BEL)                   | DNF                            |
| 213                            | Minke Bakker (NED)                 | DNF                            |
| 214                            | Christina Schweinberger (AUT)      | DNF                            |
| 215                            | Nicole Steigenga (NED)             | 48è                            |
| 216                            | Fien Van Eynde (BEL)               | DNF                            |

## Premis econòmics
Hi va haver una gran polèmica al voltant dels premis econòmics, ja que els imports destinats a la cursa femenina (7.005€) eren vint vegades inferiors als reservats per als homes (91.000€)..L'organitzador de la cursa compta amb la presència de noves esponsoritzacions per tal de resoldre aquesta discriminació.